# Masken (TV-serie)
Masken (originaltitel: The Mask: Animated Series) är en amerikansk animerad TV-serie från Dark Horse Entertainment, Film Roman och Sunbow Productions 1995. Serien är fortsättning på långfilmen The Mask från 1994.

## Rollfigurer
- Stanley Ipkiss/Masken - Stanley Ipkiss behåller masken istället för att göra sig av med den, precis som i filmen. När han än försöker göra sig av med den hamnar han i trubbel och är tvungen att använda den. När han tar på sig den förvandlas han till den komiske brottsbekämparen Masken.
- Milo - Stanleys hund som är honom trogen.
- Lt. Mitch Kellaway - En löjtnant inom polisstyrkan som hatar Masken. Han misstänker och konstant försöker att bevisa att Stanley och Masken är samma person.
- Detektiv Doyle - Kellaways klumpige partner.
- Peggy Brandt - Stanleys reportervän.
- Charlie Schumacher - Stanleys vän från filmen som har blivit bankdirektör.

### Skurkar
- Dr. Pretorius - Huvudskurken i serien. Han är en galen vetenskapsman, vars huvud är avtagbart och har spindelliknande robotben. Hans planer går ofta ut på att få kontroll över Masken.
- Walter - Pretorius två meter långa, oerhört starka och fåordiga underhuggare.
- Dr. Amelia Chronos - En galen kvinna som kan kontrollera tiden med sin magiska klocka.
- De förfärliga tu (The Terrible Twos) - Dak och Eddie var från början två serietidningsfixerade tonåringar som drömde om att få superkrafter. När de kom i kontakt med radioaktivitet fick Dak enastående krafter. Han blev en levande lermassa och kunde töja sig, förvandlas till lösaktig substans och göra om sina händer till farliga vapen. Han tog sig namnet Leran (Putty Thing). Eddie blev dock inte lika nöjd med sin mutation eftersom han blev en fisk och väldigt harmlös. Han kallades mot sin vilja för Fisken (Fish Guy).
- Alf (Skillit) - en elak imp som kommer från Skugglandet. Han använder sin egen levande skugga till att stjäla andras skuggor. Detta resulterar i att människorna, vars skuggor blir stulna, åldras fort medan Alf förblir ung.

## Avsnitt

### Säsong 1
- 01 - The Mask Is Always Greener on the Other Side (part 1)
- 02 - The Mask Is Always Greener on the Other side (part 2)
- 03 - The Terrible Twos
- 04 - Baby's Wild Ride
- 05 - Shadow of a Skillit
- 06 - Sister Mask
- 07 - Bride of Pretorius
- 08 - Double Reverse
- 09 - Shrink Rap
- 10 - Mayor Mask
- 11 - Martian Mask
- 12 - How Much Is That Dog in the Tin Can?
- 13 - All Hallow's Eve
- 14 - Spit Personality
- 15 - Santa Mask

### Säsong 2
- 01 - A Comedy of Eras
- 02 - Goin' for the Green
- 03 - Flight as a Feather
- 04 - The Good, the Bad and the Fish Guy
- 05 - Malled
- 06 - Channel Surfin'
- 07 - Mask au Gratin
- 08 - Jurassic Mask
- 09 - You Oughta Be in Pictures
- 10 - For All Mask-Kind
- 11 - Up the Creek
- 12 - Boogie with the Man
- 13 - What Goes Around Comes Around
- 14 - All Hail the Mask
- 15 - Power of Suggestion
- 16 - Mr. Mask Goes to Washington
- 17 - Rain of Terror
- 18 - The Mother of All Hoods
- 19 - To Bee or Not to Bee
- 20 - Love Potion No. 8 1/2
- 21 - Cool Hand Mask
- 22 - Broadway Malady
- 23 - Enquiring Masks Want to Know
- 24 - Future Mask
- 25 - Sealed Fate
- 26 - (The Angels Wanna Wear My) Green Mask
- 27 - Mutiny of the Bounty Hunters
- 28 - Convention of Evil
- 29 - The Green Marine
- 30 - Conterfeit Mask
- 31 - Magic
- 32 - Little Big Mask
- 33 - Fantashtick Voyage
- 34 - They Came from Within
- 35 - To Have and Have Snot
- 36 - Mystery Cruise
- 37 - The Goofalotatots
- 38 - When Pigs Ruled in the Earth
- 39 - The Aceman Cometh

## Svenska röster
- Fredrik Dolk - Stanley Ipkiss/Masken
- Thomas Engelbrektson - Lt. Mitch Kellaway och Eddie/Fisken
- Håkan Mohede - Dr. Pretorius
- Mikael Roupé - Detektiv Doyle och Dak/Leran
- Lena Ericsson - Peggy Brandt